# Tianji (CrB)
Pour les articles homonymes, voir Tianji.
Tianji est un astérisme de l'astronomie chinoise. Il est décrit dans le traité Shi Shi qui liste les astérismes les plus brillants de l'astronomie chinoise. Il se compose de neuf étoiles, principalement situées dans les constellations occidentales d'Hercule mais atteignant la Couronne boréale à droite et la Lyre à gauche.

## Localisation et symbolique
La position de l'étoile référente de l'astérisme suggère la peu lumineuse ξ Coronae Borealis (magnitude apparente de 4,8). Le reste de l'astérisme s'étend selon une ligne brisée présentant une orientation générale est-ouest, qui contient en sus :
- ζ Herculis (le coin inférieur droit du trapèze d'Hercule
- 53 Herculis
- ε Herculis (le coin inférieur gauche dudit trapèze)
- 59 Herculis
- 68 Herculis
- θ Herculis
- κ Lyrae

La dernière étoile n'est pas connue avec certitude. Certaines représentations du ciel chinois montrent que l'astérisme s'incurve vers le nord à son extrémité orientale, ce qui mettrait sa dernière étoile au niveau de μ Lyrae (5,1 mag), sans que cela puisse être établi avec grande certitude. En tout état de cause, l'astérisme ne se prolonge certainement pas jusqu'à α Lyrae (Vega), celle-ci faisant indiscutablement partie d'un astérisme voisin, Zhinü.
Tianji signifie « discipline céleste ». Les traités le décrivant le présentent cependant comme un bureau d'enregistrement des affaires du marché, en rapport avec l'ensemble des astérismes situés plus au sud, représentant Tianshi, le marché céleste.

## Astérismes associés
Immédiatement au sud de Tianji, on trouve le très grand astérisme Tianshi, formant deux murs d'enceinte délimitant le marché céleste. Il semble très probable que Tianji y soit lié de près ou de loin.

## Référence
- (en) Sun Xiaochun et Jakob Kistemaker, The Chinese sky during the Han, New York, Éditions Brill, 1997, 247 p. (ISBN 9004107371), page 149.